# Zespół suchego oka

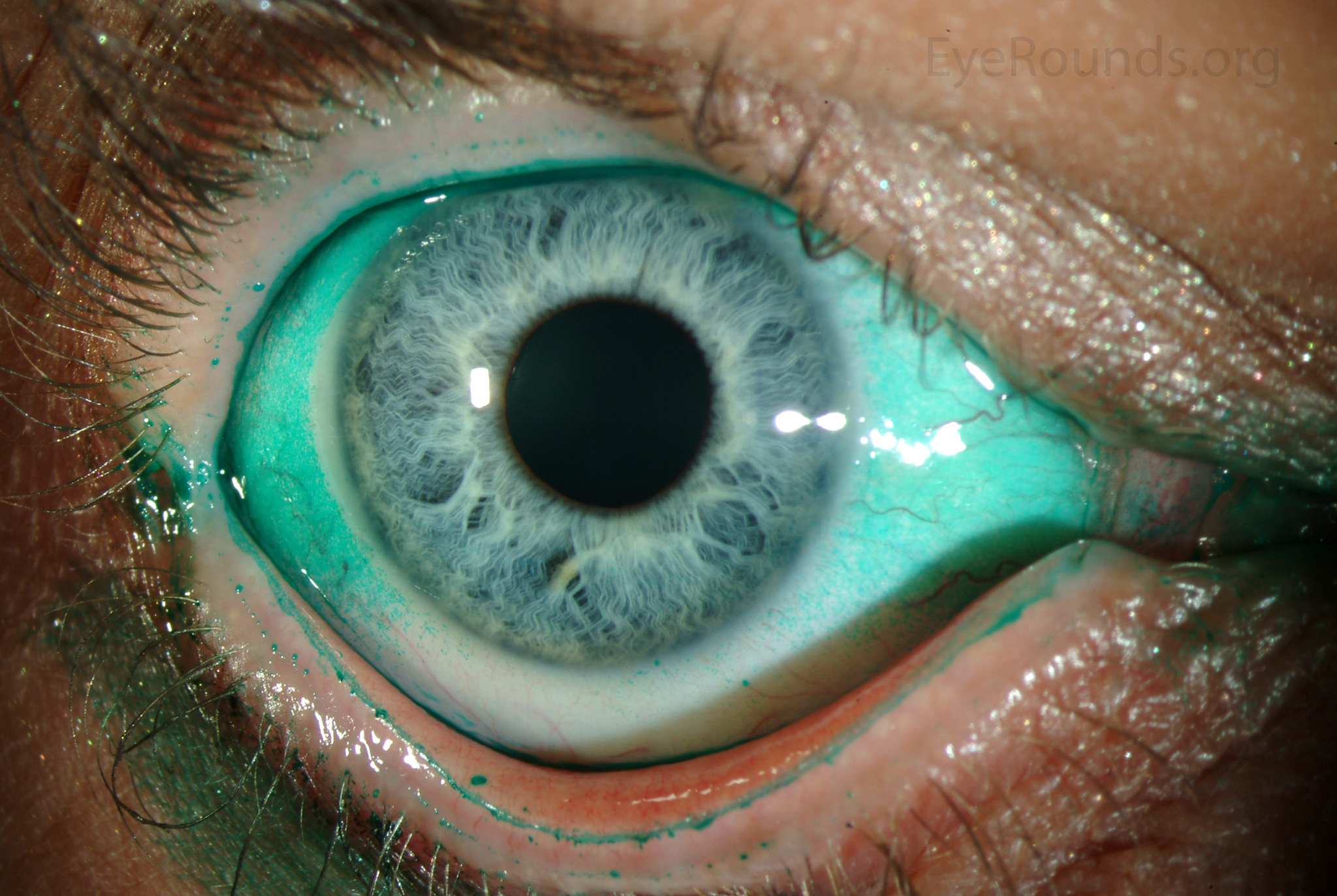
Rozproszone zabarwienie zielenią lizaminy u osoby z ciężkim suchym zapaleniem rogówki i spojówki.

Zespół suchego oka, „suche oko” (łac. xerophtalmia, keratoconjunctivitis sicca, keratitis sicca, ang. dry eye syndrome) – schorzenie oczu wywołane niedostatecznym wydzielaniem łez lub nadmiernym parowaniem filmu łzowego. Do jego typowych objawów należy: drapanie, uczucie piasku pod powiekami, uczucie obcego ciała, swędzenie, pieczenie, zaczerwienie, ból, obrzęknięte powieki, zjawisko podwójnego widzenia, gromadzenie się wydzieliny w kącikach oka, światłowstręt.
Etiologia zespołu suchego oka: 
- nadmierna eksploatacja narządu wzroku: długotrwałe czytanie, jazda samochodem, oglądanie telewizji, praca przy komputerze (na skutek obniżenia częstotliwości mrugania),
- niekorzystne warunki środowiskowe: zakurzenie i zadymienie pomieszczeń, klimatyzacja, suche powietrze, parujące substancje chemiczne
- przewlekłe schorzenia: zespół Sjögrena, choroby tarczycy, nowotwory, cukrzyca, trądzik, łojotok,
- zażywanie niektórych farmaceutyków: leków antykoncepcyjnych i przeciwalergicznych, środków nasennych, uspokajających i psychotropowych, a także izotretynoiny przy leczeniu trądziku,
- zmiany hormonalne w okresie przekwitania, obniżenie poziomu estrogenu,
- zanik gruczołu łzowego i jego stopniowa dysfunkcja u osób po 40 roku życia,
- powikłanie wynikające z noszenia soczewek kontaktowych[2],
- powikłanie wynikające z długotrwałego i częstego stosowania kropli do oczu zawierających konserwanty,
- inne: niedobór witaminy A, ciąża, stres, niewłaściwy styl życia (złe nawyki, dieta, aktywność fizyczna, czas snu)[3]
- zabiegi chirurgii refrakcyjnej w obrębie rogówki,
- dysfunkcja gruczołu tarczkowego (Meiboma), powodowana m.in. łojotokowym zapaleniem skóry, nużeńcami, izotretynoiną.

Zespół suchego oka sprawia, że narząd wzroku jest bardziej podatny na infekcje. Poprzez odsłoniętą rogówkę mogą wnikać mikroorganizmy chorobotwórcze (bakterie, wirusy, grzyby). Najstarszą metodą rozpoznawania zespołu suchego oka jest tzw. test Schirmera. Na rynku pojawiły się również indykatory zastępcze. Innym sposobem jest test stabilności łez. Stan gruczołów Meiboma można zbadać wykonując meibografię.
Zespół suchego oka jest schorzeniem rozpowszechnionym na całym świecie; w różnych badaniach epidemiologicznych częstość występowania szacowano od około 5% do 35%. 
Ocenia się, że blisko połowa użytkowników soczewek kontaktowych doświadcza objawów zespołu suchego oka. Dyskomfort podczas noszenia soczewek kontaktowych związany z zespołem suchego oka jest przyczyną około 51% wszystkich porzuceń soczewek kontaktowych.
Objawy schorzenia mają charakter przewlekły i wymagają stałego leczenia lub łagodzenia objawów. Leczenie polega przede wszystkim na uzupełnianiu filmu łzowego poprzez dostarczanie środka zwilżającego w postaci preparatów typu „sztuczne łzy”. Warto wybierać te z kropli ocznych, których kompozycja składników jest zbliżona do naturalnego płynu łzowego. Zaleca się stosowanie preparatów pozbawionych środków konserwujących, które są bezpieczne również dla alergików i osób noszących soczewki kontaktowe. Zapewniają one optymalny poziom nawilżenia gałki ocznej. Wśród składników o działaniu kojącym najczęściej występuje świetlik, nagietek lekarski oraz hialuronian sodu.
Leczenie należy uzależnić od przyczyny suchości - gruczoły łzowe mogą wytwarzać za mało warstwy wodnej łez, gruczoły Meiboma za mało warstwy lipidowej. Suchość wywołuje stan zapalny.
Metody leczenia (kolejność przypadkowa, * oznacza metody niekonwencjonalne, ** oznaczają metodę w fazie eksperymentalnej):
Zmniejszenie stanu zapalnego:
1. Ludzkie mleko[5]*
2. Witamina A[6]
3. Olejek rycynowy[7]*
4. Krople z surowicy krwi[8]
5. Krople z krwi pępowinowej[9]
6. Zakrapianie oczu krwią z palca[10]*
7. Cyklosporyna (Restasis, Ikervis)[11]
8. RGN-259[12]**
9. Lacritin (Lacripep)[13]**
10. NSKI[14]**
11. Kortykosteroidy (Tobradex, Lotemax)[15]
12. Antybiotyk tetracyklina
13. Kwasy tłuszczowe omega 3
14. Diquafosol (Diquas)[16]
15. Lifitegrast (Xiidra)[17]
16. Błona owodniowa[18]
17. Osocze bogatopłytkowe[19]
18. Probiotyki[20]

W przypadku dysfunkcji gruczołów Meiboma:
1. Lipiflow[21] (metoda tymczasowo oczyszczająca zatkane gruczoły)
2. Masaże (pozwalają pozbyć się części wydzieliny)
3. Użycie szczypiec do wyciśnięcia wydzieliny
4. Sondowanie ujść gruczołów wg Maskina[22]
5. Ciepłe kompresy (ciepło roztapia wydzielinę gruczołów)
6. Intense pulsed light[23] (IPL, E-Eye)
7. Wstrzykiwanie komórek macierzystych[24]**
8. Ćwiczenie mrugania w celu skłonienia gruczołów do sekrecji
9. Krople z miodem[25] (Optimel Manuka)

W przypadku infekcji nużeńcem:
1. olejek drzewa herbacianego*
2. chusteczki do pielęgnacji powiek
3. iwermektyna (Soolantra)
4. jałowe maści recepturowe z metronidazolem

Pomoc w utrzymaniu wilgoci:
1. Sztuczne łzy
2. Soczewki skleralne (soczewki o dużej średnicy, oparte o twardówkę, wypełnione solą fizjologiczną pomagającą utrzymać nawilżenie rogówki)
3. Okulary przylegające do twarzy (podobne do pływackich i motocyklowych)
4. Stymulacja gruczołu łzowego (Allergan True Tear[26])
5. Zamknięcie punktów łzowych (kanalików odprowadzających nadmiar łez) zatyczkami rozpuszczalnymi (tymczasowe) lub zabiegiem laserowym (trwałe). Badania wykazują, że zamknięcie punktów łzowych jest zabiegiem względnie bezpiecznym, powoduje jednak czasem nadmierne łzawienie i zapalenie woreczka łzowego[27].